# Liste von Strassenbahnunfällen in der Schweiz
Die Liste von Strassenbahnunfällen in der Schweiz enthält eine chronologische Auflistung von Unfällen bei Schweizer Strassenbahnen, bei denen der Verlust von Menschenleben zu beklagen war, erheblicher Schaden entstand oder die aus anderen Gründen erwähnenswert sind. Nicht aufgeführt sind Unfälle, bei denen Fussgänger beim Überqueren der Geleise oder Fahrgäste durch von anderen Verkehrsteilnehmern verursachte Notbremsungen ums Leben kamen.
Die Verkehrsbetriebe Zürich (VBZ) verzeichneten im Jahr 2021 430 Unfälle mit Verletzungsfolgen, davon vier mit tödlichem Ausgang.
Wenn nicht besonders erwähnt, handelte es sich bei den verunfallten Trams um Fahrzeuge der Verkehrsbetriebe Zürich oder der Basler Verkehrs-Betriebe (BVB).

## 20. Jahrhundert

### Bis 1950

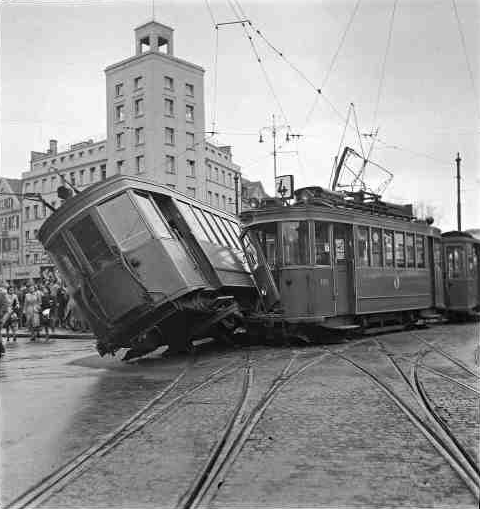
1947 forderte der Tramunfall beim Aeschenplatz sechs Menschenleben

Gloriastrasse,  Zürich – entlaufener Strassenbahnwagen

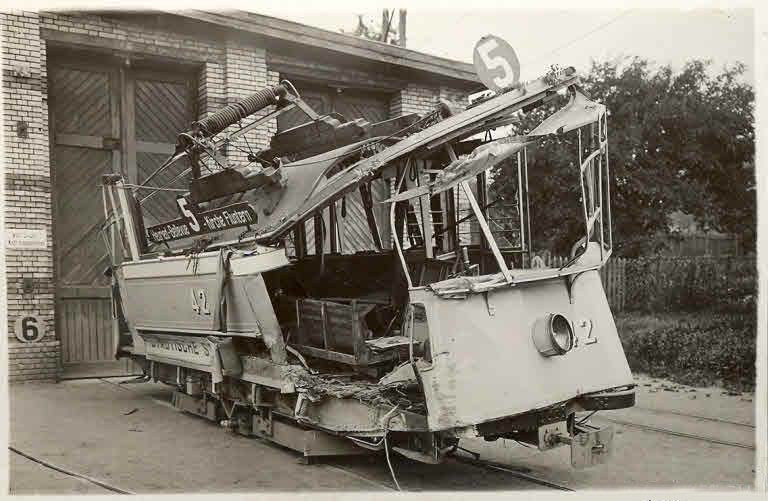
StStZ Ce 2/2 Nr. 42 nach dem Unfall an der Gloriastrasse

Am 3. September 1920 entläuft der Ce 2/2 Nr. 42 der Städtischen Strassenbahn Zürich (StStZ) aus dem Depot Fluntern. Der Wagen gelangt über die Zürichbergstrasse auf die Gloriastrasse, entgleist in einer leichten Linkskurve bei Gloriastrasse 99, durchpflügt einen Vorgarten und wird zurück auf die Strasse geworfen. Keine Verletzten aber grosser Sachschaden.
Muttenz,  Basel-Landschaft – Frontalkollision zweier Strassenbahnen
Am 22. Juli 1922 stiess in Muttenz in einer unübersichtlichen Kurve der Ce 2/2 152 mit dem Ce 2/2 153 frontal zusammen. Eine Passagierin verlor das Leben, ein Wagenführer erlitt schwere Verletzungen. Einer der Wagenführer hatte es unterlassen, vor dem Befahren der Einspurstrecke den Gegenkurs abzuwarten.
Zug,  Zug – Strassenbahn stürzt Böschung hinunter
Am 15. Januar 1926 forderte ein Unfall der Elektrischen Strassenbahnen im Kanton Zug (ESZ) drei Tote und vier Verletzte. Der Motorwagen entgleiste in einer Kurve oberhalb Guggitals wegen überhöhter Geschwindigkeit und stürzte eine Böschung hinunter.
Gloriastrasse,  Zürich – Bremsversagen

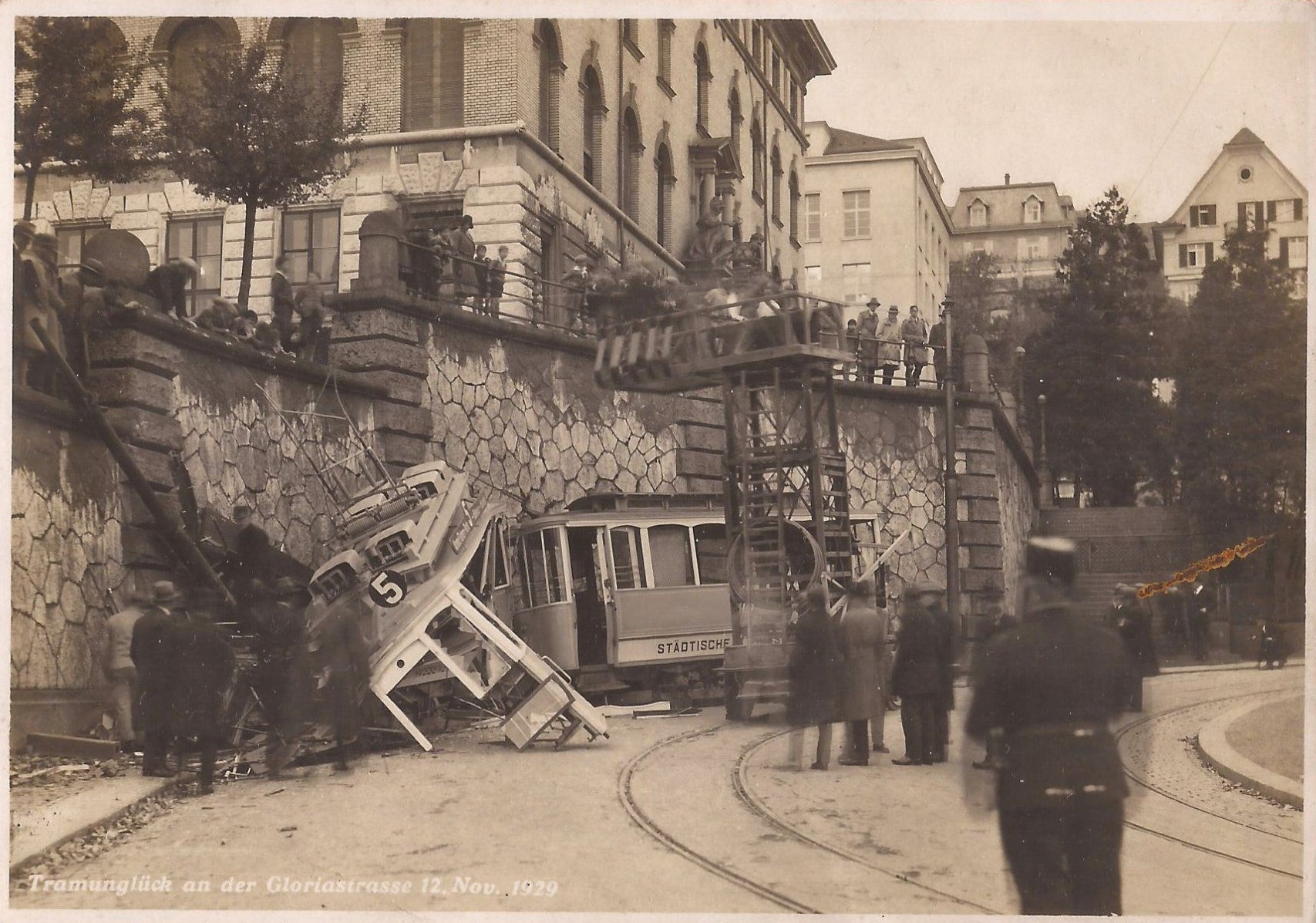
Aufgrund eines Bremsversagens entgleiste Strassenbahn in der Gloriastrasse im November 1929

Am 12. November 1929 gerät ein Zug der Linie 5 unterhalb des Toblerplatzes auf nassem Laub ins Gleiten. Er fährt mit hoher Geschwindigkeit durch die Kurve bei der alten Kirche Fluntern, wobei sich der Motorwagen stark neigt und der Lyrastromabnehmer stark beschädigt wird und nicht mehr funktionsfähig ist. Die von der Fahrleitung gespeiste Magnetschienenbremse hatte keine Funktion mehr. Der Zug fährt ungebremst die Gloriastrasse hinunter und entgleist in der Kurve beim alten Physikgebäudes an der Gloriastrasse 35, wo er gegen die Stützmauer prallt. 21 Menschen werden verletzt. Der Unfall bewirkte die beschleunigte Einführung der Druckluftbremse und den Einbau von Batterien, um die Magnetschienenbremse unabhängig von der Oberleitung mit Strom zu versorgen.
Gloriastrasse,  Zürich – entlaufene Anhänger fahren auf Motorwagen auf

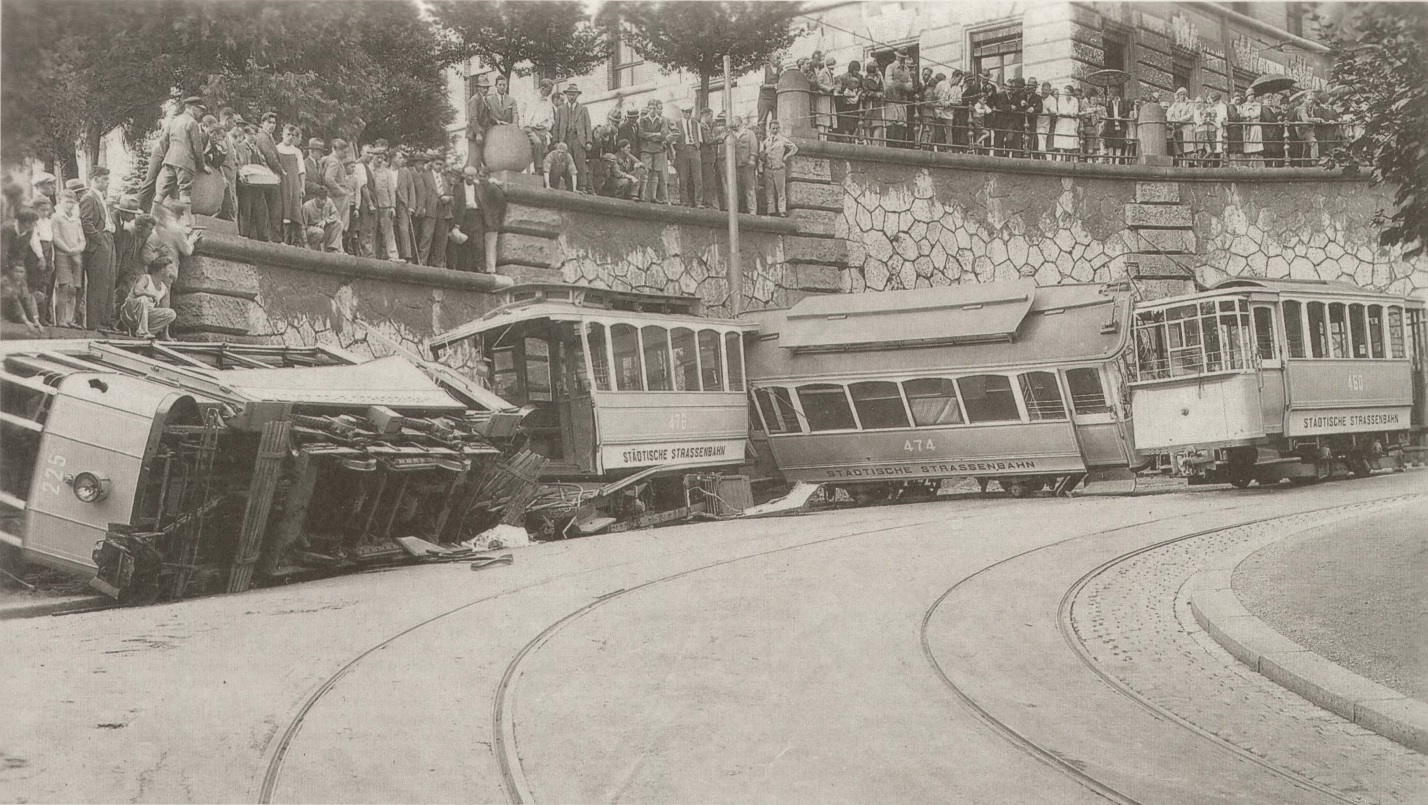
Entgleiste Straßenbahnen in der Kurve der Gloriastrasse nach Auffahrunfall mit entlaufenen Anhängern. September 1930

Am 10. September 1930 entlaufen drei Strassenbahnanhänger aus dem Depot Fluntern der StStZ. Die Wagen laufen in der Gloriastrasse auf einen stadteinwärtsfahrenden Motorwagen auf. Die Fahrzeuge entgleisen auf der Höhe des alten Physikgebäudes bei Gloriastrasse 35 und kollidieren mit der Stützmauer. Zwei Tote, vier Schwerverletzte und acht Leichtverletzte.
Forch,  Zürich – Frontalkollision zweier Überlandstrassenbahnen
Am 5. Oktober 1941 kollidierten bei der Forchbahn (FB) zwischen den Stationen Forch und Scheuren an einer unübersichtlichen Stelle zwei Züge in voller Fahrt. Der Wagenführer des einen Zuges fand den Tod, der andere erlitt nur leichtere Verletzungen. Drei Fahrgäste wurden schwer und acht leicht verletzt.
Colombier,  Neuenburg – Frontalkollision zweier Trams
Am 28. Juni 1945 stiessen zwei Tramzüge der Neuenburger Strassenbahn Compagnie des Tramways de Neuchâtel (TN) in einer Kurve auf der eingleisigen Überlandstrecke zwischen Colombier und Auvernier zusammen. Das aus Boudry kommende Tram hatte in Colombier die Zugskreuzung des Gegenkurses nicht abgewartet. Durch die Kollision wurden die beiden vorderen Plattformen eingedrückt und etwa 70 Personen verletzt.
Aeschenplatz,  Basel-Stadt – Bremsversagen
Am 24. April 1947 fuhr auf dem Aeschenplatz ein vom Centralbahnplatz kommendes Tram in eine Kurve im Haltestellenbereich. Der Motorwagen kollidierte mit einem entgegenkommenden Tram und stiess dessen Anhänger aus den Schienen. Der zweite Anhänger des Unfallzugs entgleiste, schlitterte quer über die Haltestelle und rammte ein in der Haltestelle wartendes Tram. Auf der Traminsel starben sechs Personen, 36 weitere wurden teils schwer verletzt.
Aeschenplatz,  Basel-Stadt – Führerloser Motorwagen fährt in stehendes Tram
Am 20. August 1948 prallte ein führerloser Motorwagen auf dem Aeschenplatz auf einen stehenden Anhängerzug. Ein Passant wurde zwischen den Fahrzeugen eingeklemmt und getötet, 13 weitere Personen wurden zum Teil schwer verletzt. Zwei zehnjährige Knaben hatten einen Sechsjährigen veranlasst, die Kurbel des bereitstehenden Motorwagens Ce 2/2 67 vor dem Depot Dreispitz auf Fahrstufe 2 zu drehen. Der Motorwagen setzte sich in Bewegung, die Kinder sprangen ab. Der Depotchef versuchte erfolglos, den Motorwagen mit dem Fahrrad einzuholen.

### 1951–2000
Allschwil,  Basel-Landschaft – Frontalkollision zweier Trams
Am 17. März 1954 kollidierten auf einem einspurigen Abschnitt in Allschwil bei dichtem Nebel zwei Be 4/4 frontal. Die Geschwindigkeit der beiden Wagen betrug zum Zeitpunkt der Kollision noch 30 bzw. 33 km/h. Der Führer des nach Allschwil fahrenden Kurses hatte die Kreuzung nicht abgewartet.

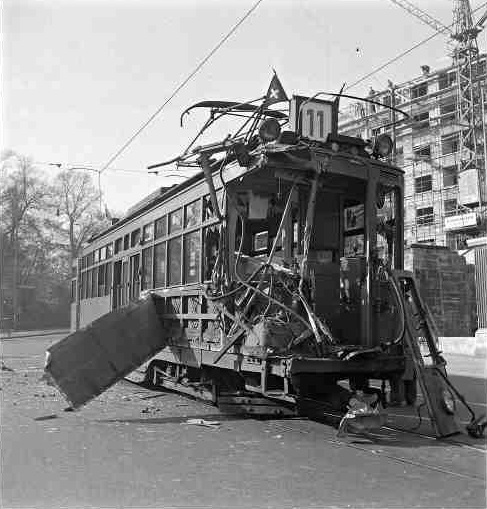
1955 verunfallter Ce 4/4 400 «Dante Schuggi»

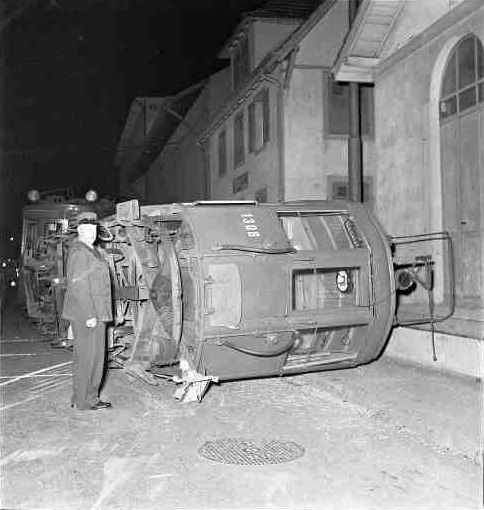
1954 prallte ein Basler Tram gegen eine Hauswand

Basel,  Basel-Stadt – Überhöhte Geschwindigkeit
Am 26. Mai 1954 entgleiste ein mit überhöhter Geschwindigkeit fahrender Tramzug und drückte die Hauswand eines Lagerhauses an der Reinacherstrasse ein. Der Anhänger stürzte um, fünf Personen wurden leicht bis mittelschwer verletzt.
Basel,  Basel-Stadt – Lastzug versus Tram
Am 19. April 1955 kollidierte der Motorwagen Ce 4/4 400 frontal mit einem von der Münchensteinerstrasse kommenden Lastzug, der noch kurz vor dem Tram in die St.-Jakobs-Strasse einbog. Der Wagenführer wurde leicht verletzt, es entstand jedoch grosser Sachschaden.
Basel,  Basel-Stadt – Kollision mit anschliessendem Brand
Am 5. Juli 1963 fuhr der Be 2/2 216 in der St.-Jakobs-Strasse in eine stehende Autokolonne. Der hinterste Wagen der Fahrzeugkolonne, ein Peugeot 404, wurde zusammengestaucht. Auslaufendes Benzin setzte das Auto und den Tram-Motorwagen in Vollbrand. Zwei Tramfahrgäste wurden leicht verletzt.
Zoo,  Basel-Stadt – Tram auf Abwegen
Am 18. November 1965 entgleiste unweit des Zoos ein Tramzug wegen überhöhter Geschwindigkeit. Er überquerte das Gegengleis, eine Traminsel und die Dorenbachkreuzung und kam vor einer Drogerie zum Stehen. Der Motorwagen erlitt Totalschaden.
Röschibachstrasse,  Zürich – Übersetzte Geschwindigkeit
Am 10. November 1966 entgleiste ein Zug der Linie 13 von Höngg kommend in der Rechtskurve vor der Wipkingerbrücke. Der Kurbeli-Motorwagen 1403 stürzte um und rutschte auf die Seite liegend in das Haus an der Röschibachstrasse 14. Der Anhänger kam in Schräglage zum Stehen. 1 Toter, 156 Verletzte.
Basel,  Basel-Stadt – Bagger reisst Tram auf
Am 2. Dezember 1969 riss ein Radlader die Fenster eines Zweiachserzugs ein. Zwölf Personen wurden verletzt. Der Motorwagen Be 2/2 195 und der Anhänger B2 1144 erlitten Totalschaden.
Wipkingerbrücke,  Zürich – Übersetzte Geschwindigkeit
Am 28. April 1971 entgleist der Anhänger eines Tramzuges der Linie 13 aufgrund übersetzter Geschwindigkeit. Das Fahrzeug des von Höngg kommenden Zuges entgleiste in der Rechtskurve vor der Wipkingerbrücke. Der Zug kommt auf der Wipkingerbrücke zum Stillstand, den Anhänger auf der Seite liegend. 1 Schwerverletzte und 8 Leichtverletzte.
Basel,  Basel-Stadt – Tram gegen Kieslastwagen
Am 24. Juni 1976 stiess der Duewag-Gelenkwagen mit einem beladenen Kieslastwagen zusammen. Ein Teil der Kiesladung ergoss sich in den Führerstand. Acht Fahrgäste, der Wagenführer und der Lastwagenchauffeur wurden verletzt. Die Reparatur des Be 4/6 630 gehörte zu den aufwendigsten, die je in der BVB-Werkstätte durchgeführt wurden.
Basel,  Basel-Stadt – Tram stösst Lastwagen um
Am 16. Juni 1980 kollidierte ein Düewag-Tram mit einem Kieslastwagen. Der fabrikneue Lastwagen kippte um. Drei Personen wurden leicht verletzt, der Sachschaden überstieg 400'000 Franken.
Dreirosenkreuzung,  Basel-Stadt – Tram gegen Lastwagen
Am 2. Juni 1988 fuhr auf der Dreirosenkreuzung ein Dreiwagen-Zug mit dem Be 4/4 480 an der Spitze in die Seite eines Lastwagens. Der Tram-Motorwagen entgleiste. Drei Personen wurden leicht verletzt. Der Schaden am Tram überstieg 300'000 Franken.
Basel,  Basel-Stadt – Weiche falsch gestellt
Am 5. April 1991 kollidierte der Gelenkwagen Be 4/6 601 wegen einer falsch gestellten Weiche mit dem Be 4/4 488. Beide Fahrzeuge entgleisten. Der Schaden beim Be 4/6 601 war so hoch, dass er abgebrochen wurde.
St. Johanns-Vorstadt,  Basel-Stadt – Frontalkollision mit Auto
Am 29. Oktober 1994 stiess in der St.-Johanns-Vorstadt ein Auto mit ausländischen Kennzeichen frontal mit einem Combino zusammen. Der Automobilist verschied noch auf der Unfallstelle.

## 21. Jahrhundert

### 2001–2010

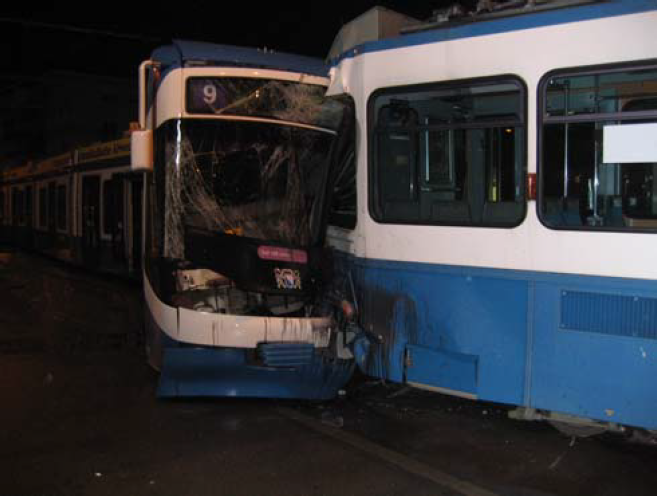
Bei der Frontalkollision in Zürich Schwamendingen wurde die Front des Trams 2000 (rechts) stark beschädigt

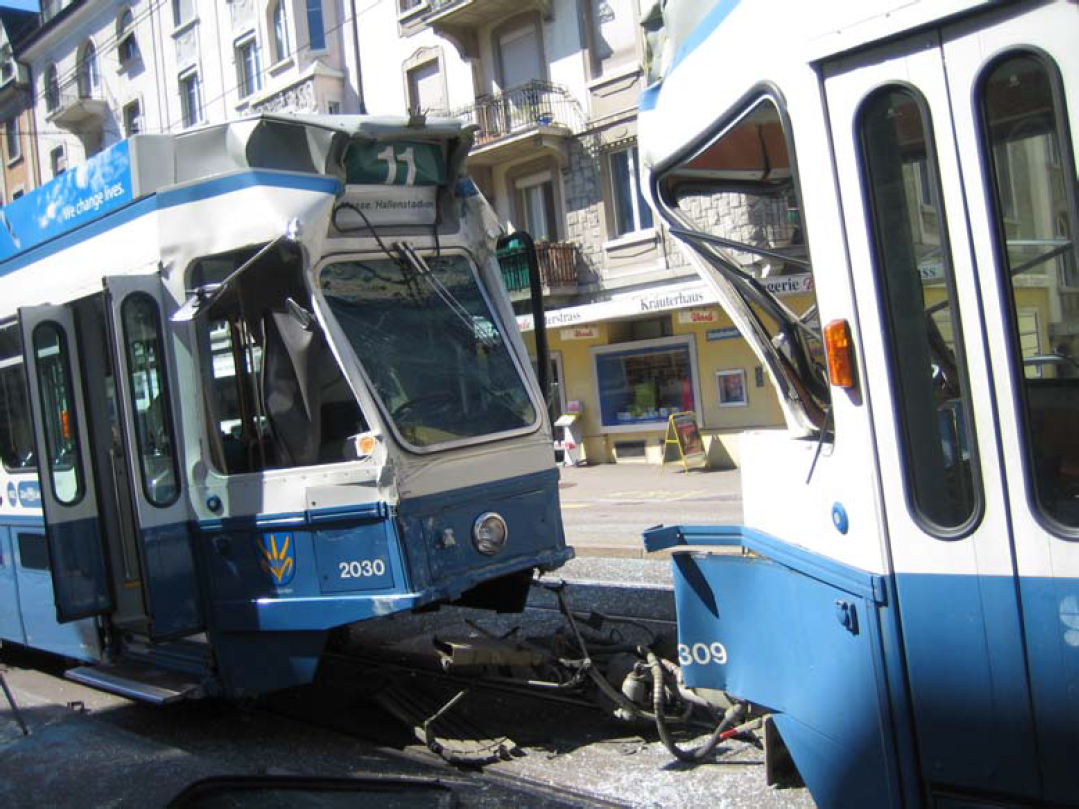
Rückseite und Führerstand der 2005 verunfallten Zürcher Trams

Badischer Bahnhof,  Basel-Stadt – entgleister Anhänger mitgeschleift
Am 4. Januar 2004 entgleiste in der Wendeschlaufe vor der Einfahrt in die Haltestelle Badischer Bahnhof ein Tramanhänger. Weil der Wagenführer die Entgleisung nicht bemerkte, setzte er die Fahrt mehrere hundert Meter fort. Dabei kollidierte der Anhänger unter anderem mit einem Randstein. Das Fahrzeug wurde im Bereich der Türen und Drehgestelle stark beschädigt und abgebrochen.
Zürich,  Zürich – Auffahrunfall
Am 14. Juli 2005 fuhr ein Tram der Linie 11 in der Haltestelle Kronenstrasse ungebremst in eine stehende Komposition der Linie 14. Der hintere Bereich des Be 4/6 2309 und der Führerstand des Be 4/6 2030 wurden völlig demoliert. Drei Dutzend Fahrgäste wurden leicht verletzt, der Sachschaden wurde auf rund eine halbe Million Franken geschätzt.
Schwamendingen,  Zürich – Frontalkollision bei Gleiswechsel
Am 23. November 2007 kollidierte in Schwamendingen eine Tram-2000-Doppelkomposition frontal mit einem Cobra-Tram. Der Unfall ereignete sich an der Stelle, wo die Trams vor dem Schwamendinger Tunnel von Rechts- auf Linksverkehr wechseln. Zwei Fahrgäste wurden in Spitalpflege gebracht, drei Passagiere und die beiden Wagenführer erlitten leichte Verletzungen. Der Sachschaden betrug 1,5 Millionen Franken. Der Führer des Trams 2000 hatte eine Vortrittsregelung missachtet.
Oerlikon,  Zürich – Lastwagen mit Tram kollidiert
Am 10. Januar 2008 fuhr in Oerlikon ein Lastwagen mit Anhänger in ein Tram 2000. Dabei verkeilte sich die Führerkabine des Trams mit dem Lastwagenanhänger. Im Tram befanden sich keine Fahrgäste. Der Tramführer musste von der Feuerwehr befreit werden, das Tram Nr. 2060 erlitt Totalschaden. Die Ampel an der Kreuzung war während des Unfalls auf Gelbblinken geschaltet.
Basel,  Basel-Stadt – Combino rammt Lastwagen
Am 30. Mai 2008 rammte ein Combino-Tram kurz vor der Haltestelle Claraplatz in Basel einen Lastwagen. Durch die Wucht des Zusammenpralls wurde das Tram aus den Schienen gehoben und der Führerstand eingedrückt. Zwei Fahrgäste begaben sich in medizinische Behandlung, die Wagenführerin und der Camionchauffeur blieben unverletzt.

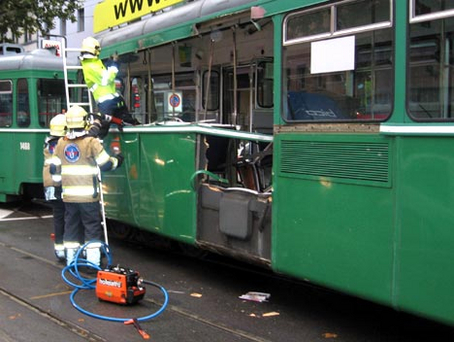
Feuerwehr bei der Bergung des aufgeschlitzten Basler Tramwagens

Basel,  Basel-Stadt – Bagger schlitzt Tram auf
Am 9. Oktober 2008 schlitzte bei Gleisbauarbeiten auf dem Basler Burgfelderplatz ein Bagger einen Tramanhänger seitlich auf. Der Wagen B 1454 entgleiste, acht Fahrgäste wurden leicht verletzt. Der Anhängewagen wurde verschrottet. Der Unfall hätte gravierende Folgen haben können.
Zürich,  Zürich – Mirage- kollidiert mit Cobra-Tram
Am 18. September 2009 kam es am Paradeplatz zu einer seitlichen Kollision eines Be 4/6 «Mirage» mit einem Cobra-Tram. Beide Züge entgleisten, sieben Personen wurden verletzt.

### 2011–2020

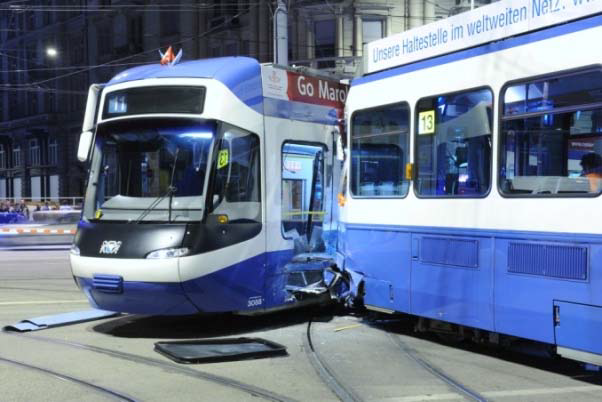
Das Tram 2000 der Linie 13 (rechts) riss am 6. Juli 2013 ein Loch in die Seitenwand des Cobras

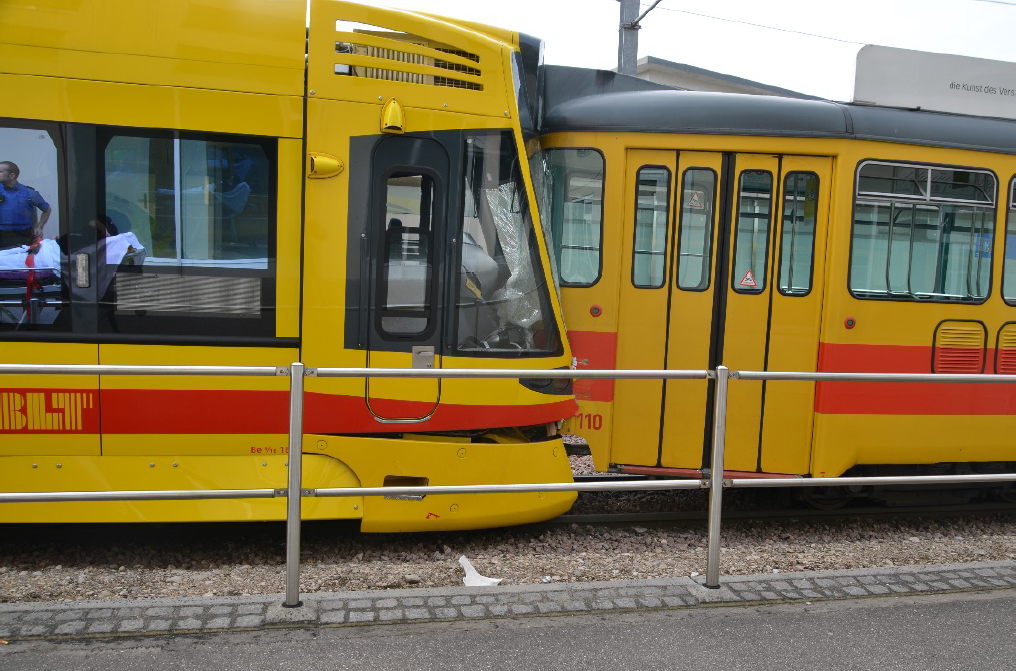
In Oberwil prallte ein Tango-Tram (links) auf eine stehende Doppelkomposition

Oberwil,  Basel-Landschaft – Auffahrunfall
Am 12. Juni 2013 prallte in der Haltestelle Oberwil der Tango 167 der Baselland Transport (BLT) auf eine stehende Komposition, bestehend aus der Be 4/6 110 und der Be 4/8 246. Die Wagenführerin des Tango hatte zu spät die Bremsung eingeleitet. Beim Tango wurde die Frontseite eingedrückt, bei den zwei anderen Fahrzeugen das Heck. Der betroffene Streckenabschnitt Bottmingen–Ettingen wurde im Jahr 2015 mit einer neuen Sicherungsanlage ausgerüstet, womit sich das Fahren auf Sicht erübrigt.
Zürich,  Zürich – Kollision während Züri Fäscht
Am 6. Juli 2013 fuhr beim Hauptbahnhof eine aus zwei Trams 2000 bestehende Komposition in ein Cobra-Tram und riss ein grossflächiges Loch in die Seitenwand. Acht Personen mussten in Spitalpflege verbracht werden.
Zürich,  Zürich – Strassenbahn prallt in Gebäude
Am 30. Dezember 2014 entgleiste auf dem schneebedeckten Albert-Näf-Platz ein Tram 2000. Das Tram rollte über das Trottoir und prallte in das Vordach eines Gebäudes, wobei grosser Sachschaden entstand.
Bümpliz,  Bern – Überhöhte Geschwindigkeit
Am 28. Mai 2015 entgleiste bei der Einfahrt in die Wendeschleife Bümpliz der Be 4/8 738 von Bernmobil mit allen Fahrwerken und zerstörte dabei mehrere Fahrleitungsmasten. Die beiden Fahrgäste wurden leicht verletzt, der Wagenführer wurde ins Spital gebracht. Bernmobil konnte den Trambetrieb nach Bümpliz erst nach sieben Tagen wieder aufnehmen, und dies nur, weil die Verkehrsbetriebe Zürich (VBZ) provisorische Fahrleitungsmasten mit Betonsockeln zur Verfügung stellten.

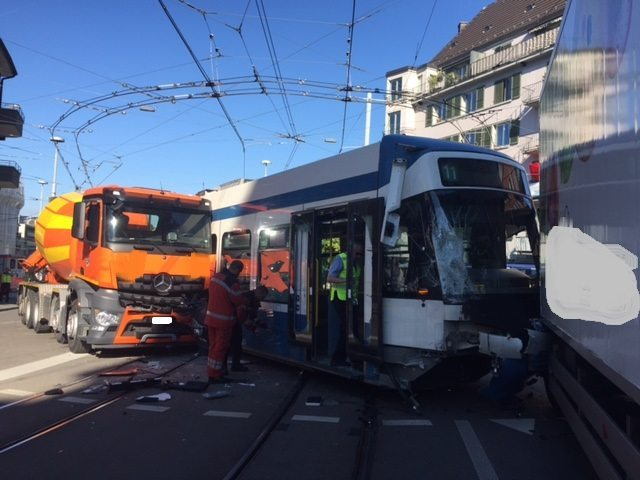
Cobra-Tram in Zürich, seitlich gerammt von einem Lastwagen

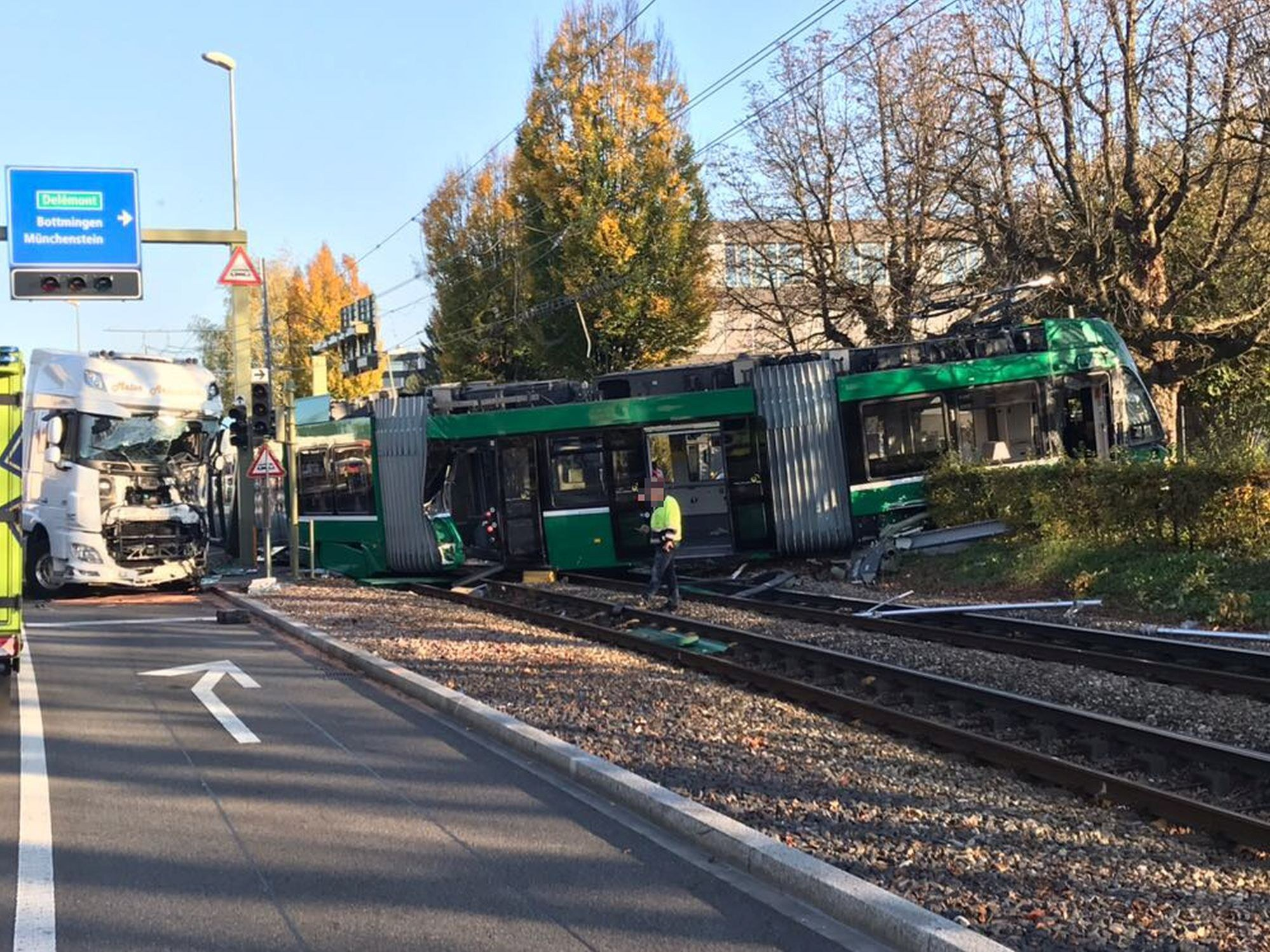
Das Vorderteil des in Muttenz verunfallten Trams wurde 90° abgedreht

Muttenz,  Basel-Landschaft – Tram in Folgeunfall verwickelt
Am 18. Oktober 2017 ereignete sich in Muttenz ein Verkehrsunfall zwischen einem Automobil und einem Roller. Während der polizeilichen Unfallaufnahme erfasste an selber Stelle ein Sattelschlepper ein Flexity-2-Tram. Das Tram entgleiste, sein Vorderteil kam 90 Grad abgewinkelt auf einem Fahrradweg zu stehen. 37 Personen im Tram wurden verletzt, sechs wurden in Spitäler gebracht. Das schwer beschädigte Niederflurtram wurde neu aufgebaut.
Zürich Letzigrund,  Zürich – Lastwagen kollidiert mit Tram
Am 12. Oktober 2020 fuhr bei der Station Letzigrund ein Lastwagen rückwärts aus einer Baustelle und kollidierte seitlich mit einem Cobra-Tram. An zwei Elementen des Schienenfahrzeugs wurden die Seitenwände aufgerissen. 14 Fahrgäste erlitten Schnittwunden und Prellungen. Der Sachschaden betrug mehrere hunderttausend Franken.

### Seit 2021
Bern,  Bern – Überhöhte Geschwindigkeit
Am 1. Februar 2024 entgleiste in der Kurve vor dem Zytgloggenturm ein Combino-Tram Be 4/6 756 der Linie 7 mit allen Fahrwerken und fuhr rund fünfzig Meter auf den Wartebereich der Haltestelle der Linie 9 am Kornhausplatz. Bevor die Garnitur an einem Gastgarten eines Restaurants zu Stehen kam, wurden eine Stromleitung von Bernmobil, Bänke, Verkehrsschilder, ein mehrteiliger Abfalleimer, sowie ein Billettautomat von Bernmobil beschädigt. Es wurden eine Passagierin, ein Passant sowie der Tramführer leicht verletzt. Als Unfallursache wird eine zu hohe Geschwindigkeit für die Kurvenfahrt aufgrund eines gesundheitlichen Problems des Tramführers vermutet.